# Seznam kanadskih pisateljev
Seznam kanadskih pisateljev.

## A
- Barbara Amiel
- Cas Anvar
- David Arnason
- Margaret Atwood
- Peter Aykroyd

## B
- Mary Balogh
- Katie Boland

## C
- Donald Cameron (*1937)
- Michael Christie
- Leonard Cohen
- Rachel Cusk

## D
- Carol Dunlop (1946-1982)

## E
- T. Harv Eker

## G
- Lisa Gabriele
- Graeme Gibson (1934-2019)
- Malcolm Gladwell
- Phyllis Gotlieb

## H
- Manly P. Hall
- Christine L'Heureux

## K
- Rupi Kaur
- Crawford Kilian
- Raymond Knister

## L
- Owen Laukkanen
- Charles de Lint

## M
- Alberto Manguel (argentinsko-kanadski)
- Laurence Manning
- Yann Martel
- John McCrae
- Rob McLennan
- Alice Munro

## O
- Michael Ondaatje

## P
- Neil Peart
- Daniel Poliquin

## S
- Robert J. Sawyer
- Richard Scrimger
- Patrick Senécal
- Ernest Thompson Seton
- David Shore
- Alan Sullivan

## T
- Eckhart Tolle
- Michel Tremblay

## Y
- William P. Young